# Јошио Като
Јошио Като (јап. 加藤 好男; 1. август 1957) бивши је јапански фудбалер.

## Каријера
Током каријере је играо за ЈЕФ Јунајтед Ичихара.

## Репрезентација
За репрезентацију Јапана дебитовао је 1980. године. За тај тим је одиграо 8 утакмица.

## Статистика
| Јапан  | Јапан   | Јапан  |
| Година | Наступи | Голови |
| ------ | ------- | ------ |
| 1980.  | 3       | 0      |
| 1981.  | 5       | 0      |
| Укупно | 8       | 0      |